# هنري بريدن
هنري بريدن هو عضو مجموعة ضغط ومحامي وسياسي أمريكي، ولد في 24 أغسطس 1944 في نيو أورلينز في الولايات المتحدة، وتوفي بنفس المكان في 15 يوليو 2013 بسبب قصور القلب. نشط حزبياً في الحزب الديمقراطي. وقد انتخب عضو مجلس ولاية لويزيانا ‏.